# Paraplacodus
Paraplacodus es un género representado por una única especie de saurópsido placodonte perteneciente a la familia Paraplacodontidae, el cual vivió en el Triásico medio en lo que hoy es Italia.